# Узбеки в Турция
Узбеките (на турски: Türkiye'deki Özbekler, Türkiye'deki Özbek Türkler; на узбекски: Туркиядаги Ўзбеклар, Turkiyadagi O'zbeklar) са етническа група в Турция. Техният брой се оценява на около 70 000 души, или 0.1 процента от населението на страната. Населяват всички вилаети на страната, основно в по-големите градове на Турция.

## История
Узбеките се преселват по тези земи по различно време. Те могат условно да бъдат разделени на няколко емигрантски вълни:
- Узбеки, или по-скоро техните предци, които пристигнат в по тези земи от територията на Трансоксиана през Средновековието;
- Узбеки, които пристигнат в Турция от територията на днешна Саудитска Арабия след разпадането на Османската империя по време на Първата световна война;
- Узбеки, които по време на Втората световна война, които са заловени от германците и служат в Туркестанския легион. След края на войната някои от тях намерират убежище в Турция;
- Узбеки, които са емигрирали в Турция през 1952 г. от Афганистан;
- Узбеки, които насилствено напуснат Афганистан след нахлуването на съветските войски и намерат временно убежище в съседните страни. През 1982 г. няколко хиляди от тези хора са доведени в Турция в рамките на програма за презаселване в Република Турция;
- Узбеки, които по различни причини се установяват в Турция, след обявената независимост на Узбекистан.

## Галерия
| |  |                                                                       |  | |  |
| Мехмет Ерсой – османски поет (автор на текста в химна на Турция), религиозен просветител (преводач на Корана), депутат. От смесен узбекско–албански произход. |  | Представители на узбекската диаспора в Турция пред празнична трапеза. |  | Марсел Илхан – професионален тенисист от узбекски произход, който става първият състезател на Турция, достигнал втория кръг в турнира от Големия шлем. |  |